# Jerzy Bryliński
Jerzy Sas Bryliński (ur. 11 listopada 1900 w Janowie, zm. 5 kwietnia 1975 w Grappenhall) – adwokat, major Wojska Polskiego.

## Życiorys
Jerzy Bryliński urodził się 11 listopada 1900 w Janowie pod Lwowem. Kształcił się w C. K. Gimnazjum III w Krakowie, gdzie w 1918 ukończył chlubnie VIII klasę i zdał egzamin dojrzałości w terminie letnim. Wkrótce potem u kresu I wojny światowej w listopadzie 1918 brał udział w obronie Lwowa podczas wojny polsko-ukraińskiej.
Ukończył studia uzyskując stopień doktora praw. Zasiadł w Radzie Naczelnej Kandydatów Adwokackich Małopolski i Śląska Cieszyńskiego, wybranej w czerwcu 1927. Publikował w czasopiśmie „Głos Adwokatów”. Z dniem 23 września 1932 został wpisany na listę adwokatów w Okręgu Izby Adwokackiej w Krakowie. W dalszym okresie II Rzeczypospolitej pracował jako adwokat w Krakowie.
W Wojsku Polskim został awansowany na stopień porucznika rezerwy artylerii starszeństwem z dniem 2 stycznia 1932. W 1934 był oficerem rezerwowym 21 pułku artylerii lekkiej. Po wybuchu II wojny światowej przedostał się na Zachód i został oficerem Wojska Polskiego we Francji. W stopniu kapitana w 1940 pełnił stanowisko dowódcy 3 baterii I dywizjonu oraz dowódcy dywizjonu w 1 Pomorskim pułku artylerii ciężkiej.
Po wojnie pozostał na emigracji w Wielkiej Brytanii. Do końca życia pozostawał w stopniu majora. Zmarł 5 kwietnia 1975 w Grappenhall w Anglii.

## Ordery i odznaczenia
- Krzyż Srebrny Orderu Virtuti Militari[2] nr 8907
- Krzyż Wojenny – Francja[2]